# Daley Thompson
Francis Morgan Ayodélé "Daley" Thompson CBE (født 30. Juli 1958) er en tidligere engelsk ti-kæmper.
Thompson vandt guldmedaljer, i tikamp, ved de Olympiske lege i 1980 og 1984 samt satte verdensrekord i disciplinen fire gange.
Med fire verdensrekorder, to olympiske guldmedaljer og tre Commonwealth-titler samt sejre i verdens- og europamesterskaber, bliver Thompson af mange anset for den største ti-kæmper nogensinde.

## Medaljer i atletik

### Olympiske lege
- Guld – 1980 – Moskva – tikamp
- Guld – 1984 – Los Angeles – tikamp

### Verdensmesterskaber
- Guld – 1983 – Helsingfors – tikamp

### Europamesterskaber
- Sølv – 1978 – Prag – tikamp
- Guld – 1982 – Athen – tikamp
- Guld – 1986 – Stuttgart – tikamp
- Bronze – 1986 – Stuttgart – 4 x 100 m

### Commonwealth Games for England
- Guld – 1978 – Edmonton – tikamp
- Guld – 1982 – Brisbane – tikamp
- Guld – 1986 – Edinburgh – tikamp
- Sølv – 1986 – Edinburgh – 4 x 100 m